# Opa-locka
Opa-locka es una ciudad ubicada en el condado de Miami-Dade en el estado estadounidense de Florida. En el Censo de 2010 tenía una población de 15.219 habitantes y una densidad poblacional de 1.310,46 personas por km².

## Geografía
Opa-locka se encuentra ubicada en las coordenadas 25°53′0″N 80°15′19″O / 25.88333, -80.25528. Según la Oficina del Censo de los Estados Unidos, Opa-locka tiene una superficie total de 11.61 km², de la cual 11.15 km² corresponden a tierra firme y (4.01%) 0.47 km² es agua.

## Demografía
Según el censo de 2010, había 15.219 personas residiendo en Opa-locka. La densidad de población era de 1.310,46 hab./km². De los 15.219 habitantes, Opa-locka estaba compuesto por el 27.73% blancos, el 65.78% eran afroamericanos, el 0.2% eran amerindios, el 0.23% eran asiáticos, el 0.2% eran isleños del Pacífico, el 3.8% eran de otras razas y el 2.06% pertenecían a dos o más razas. Del total de la población el 35.34% eran hispanos o latinos de cualquier raza.

## Educación
Las Escuelas Públicas del Condado de Miami-Dade gestiona las escuelas públicas de Opa Locka.
La ciudad tiene la Escuela Primaria de Opa-Locka Dr. Robert B. Ingram. La Escuela Media North Dade en Miami Gardens sirve a Opa-locka. La Escuela Secundaria Hialeah/Miami Lakes en Hialeah sirve a la ciudad.
La Escuela Secundaria Miami Central, y la Escuela Secundaria Miami Carol City también sirven a la ciudad.

## Historia
Opa-locka fue fundada por el pionero de la aviación Glenn Curtiss en 1926. Curtiss desarrolló la ciudad con un tema de arquitectura morisca . Si bien el huracán de Miami de 1926 dañó gravemente la ciudad y detuvo el auge inmobiliario de Florida , sobrevivieron varios edificios de estilo morisco. Veinte de los edificios originales de arquitectura del Renacimiento morisco han sido incluidos en el Registro Nacional de Lugares Históricos como parte del Área de Recursos Temáticos de Opa-locka .  

### Amelia Earhart
Amelia Earhart inició su histórico viaje alrededor del mundo desde el Aeropuerto Municipal de Miami, ubicado en ese momento en lo que hoy es la parte sur de Opa-locka.  El dirigible alemán Graf Zeppelin visitó la Estación Aeronaval de Miami , que más tarde se convirtió en el aeropuerto de Opa-locka , como parada habitual en su ruta programada Alemania-Brasil-Estados Unidos-Alemania.

### La CIA la usa como base militar para golpes en Hispanoamérica
En la década de 1950, el aeropuerto de Opa-locka (específicamente el Edificio 67) se convirtió en el sitio de una gran operación de la CIA , PBSuccess, dirigida por agentes como E. Howard Hunt . La operación ayudó a lanzar el golpe liderado por Estados Unidos en Guatemala en 1954 y fue un precursor de la Invasión de Bahía de Cochinos en 1961. El centro del aeródromo luego sirvió como puesto de escucha para Cuba hasta que la 82.a Aerotransportada tomó el control de la Base Aérea de Opa-locka. durante la Crisis de los Misiles Cubanos .

### Afroamericanos
En la década de 1980, Opa-locka pasó de ser de mayoría blanca a ser de mayoría afroamericana y fue visto como un pionero en el empoderamiento de los negros en el norte del condado de Dade donde las ciudades vecinas ( North Miami , North Miami Beach , Miami Gardens y Golden Glades ) estaban atravesando un cambio racial similar. En 1943, Opa-Locka contrató a su primer policía negro. En 1972, se eligió al primer comisionado municipal negro, Albert Tresvant , quien luego pasó a ser el primer alcalde negro de Opa-Locka en 1975.

### Honores a Barack Obama
La ciudad fue la primera comunidad de los Estados Unidos en conmemorar al primer presidente afroamericano de los Estados Unidos. Una sección de una milla de largo de la avenida Perviz, desde Oriental Boulevard hasta la avenida Ali Baba, pasó a llamarse avenida Barack Obama el 17 de febrero de 2009.

### Filmación de películas
Además de los edificios singulares, Opa-locka tiene un gran aeropuerto de aviación general, tres parques, dos lagos y una estación de ferrocarril que actualmente es la estación tri-rail. La ciudad es una mezcla de zonas residenciales, comerciales e industriales. La ciudad fue escenario para la realización de películas como Salesman , "Living Dreams", Texas Justice , Bad Boys II y 2 Fast 2 Furious .

### Emergencia financiera de 2016
El 1 de junio de 2016, el gobernador de Florida, Rick Scott, emitió la Orden ejecutiva número 16-135, declarando a la ciudad de Opa-Locka en estado de "emergencia financiera" según la sección 218.503 del estatuto de Florida. Según la Orden Ejecutiva, la Comisión de la Ciudad de Opa-Locka solicitó que el gobernador declarara la emergencia financiera, el estado y la ciudad de Opa-Locka debían ejecutar un Acuerdo de Cooperación Estatal y Local, y el gobierno nombraría una Junta de Emergencia Financiera. . El mismo día, el Miami Herald informó que "hay millones de dólares en mora mientras la ciudad se tambalea al borde de la bancarrota" y que "los funcionarios de la ciudad siguen bajo una investigación de corrupción del FBI".  El artículo también informó que esta emergencia financiera fue la segunda declarada para la ciudad desde 2002.  
Poco más de una semana antes, el comisionado de Opa-locka, Terence Pinder, aparentemente chocó su SUV contra un árbol a gran velocidad y se suicidó. Estaba previsto que se entregara a los fiscales al día siguiente, tras haber enfrentado cargos de soborno.
El 10 de junio, el gobernador Scott nombró la Junta de Emergencia Financiera. La Ciudad de Opa-locka no cuenta con un Comité de Auditoría para ayudar a seleccionar al contador público para realizar los estados financieros auditados independientes , como lo requiere el Estatuto de Florida 218.391

### Áreas circundantes
Miami Gardens
  Miami Lakes    Golden Glades
Unincorporated Miami-Dade County    Golden Glades
  Hialeah    North Miami
  Hialeah, Westview